# Borki (powiat kolski)
Borki – wieś w Polsce położona w województwie wielkopolskim, w powiecie kolskim, w gminie Koło.
W latach 1975–1998 miejscowość należała administracyjnie do województwa konińskiego.

## Informacje ogólne
Miejscowość leży 3 km na północny zachód od Koła, przy drodze lokalnej do Budek Nowych i Lubstowa. Wieś stanowi podmiejskie osiedle miasta, zamieszkuje je ponad 500 osób.